# モーツァルト管弦楽団
モーツァルト管弦楽団（モーツァルトかんげんがくだん、Orchestra Mozart）は、イタリアのエミリア・ロマーニャ州ボローニャ市を本拠地とするオーケストラである。名称はモーツァルトがボローニャに滞在して様々なものを吸収したというエピソードを由来としている。
2004年にクラウディオ・アバドにより設立。団員の年齢は18歳から26歳に制限されている。設立以来アバドが音楽監督として指導を続けた。定期公演のほかヨーロッパ各地を回って地域の音楽文化活動の向上に努めている。2020年からダニエレ・ガッティが音楽監督を務める。